# Григорьев, Николай Григорьевич (член-корреспондент ВАСХНИЛ)
Николай Григорьевич Григорьев (11.05.1930-24.11.2007) — российский учёный в области кормления сельскохозяйственных животных, член-корреспондент ВАСХНИЛ (1975).

## Биография
Родился в д. Реутово Вязниковского района Владимирской обл. Окончил Московский зоотехнический институт коневодства (1953).
- 1957—1958 младший научный сотрудник ВНИИ птицеводства;
- 1958—1961 и. о. доцента, доцент Новосибирского СХИ;
- 1961—1978 старший научный сотрудник, зав. лабораторией ВНИИ физиологии, биохимии и питания с.-х. животных;
- 1978—1982 зав. отделом Всероссийского НИИ племенного дела.
- 1982—1990 заведующий лабораторией Всероссийского НИИ кормов им. В. Р. Вильямса.
- с 1990 там же — научный консультант.

Доктор биологических наук (1973), профессор (1973), член-корреспондент ВАСХНИЛ (1975).
Один из разработчиков системы нормированного кормления с.-х. птицы и молочного скота; способов оценки качества растительных кормов.
Лауреат премии Совета Министров СССР (1979). Награжден 5 медалями СССР и РФ.
Публикации:
- Аминокислотное питание сельскохозяйственной птицы. — М.: Колос, 1972. — 176 с.
- Методические рекомендации по определению энергетической питательности кормов для жвачных / соавт.: Н. П. Волков и др.; ВАСХНИЛ. — М., 1984. — 44 с.
- Биологическая полноценность кормов / соавт.: Н. П. Волков и др. — М.: Агропромиздат, 1989. — 287 с.
- Справочник по кормопроизводству: в 2 ч. / соавт.: В. Г. Игловиков и др.; Всерос. НИИ кормов им. В. Р. Вильямса. — 3-е изд. — М., 1993—1994. Ч. 1: Геоботаника, полевое и луговое кормопроизводство. — 1993. — 219 с. Ч. 2: Семеноводство кормовых культур, защита растений, технология производства, хранения и использования кормов. — 1994. — 195 с.
- Рекомендации по организации полноценного кормления коров с удоем 5-7 тыс. кг молока в год / Всерос. НИИ кормов им. В. Р. Вильямса. — Киров: Дом печати ВЯТКА, 2004. — 70 с.
- Технология применения вариабельных норм потребности крупного рогатого скота в сухом веществе, обменной энергии, сыром и переваримом протеине при разных уровнях продуктивности и качестве кормов: практ. метод. руководство / Всерос. НИИ кормов им. В. Р. Вильямса. — 3-е перераб. и доп. изд. — М.;Брянск, 2005. — 102 с.
- Кормление молодняка крупного рогатого скота: метод. рекомендации / соавт.: В. М. Косолапов и др.; Всерос. НИИ кормов им. В. Р. Вильямса и др. — М., 2008. — 45 с.